# Cesta y puntos
Cesta y puntos va ser un concurs de televisió espanyol estrenat en 1965 a TVE. Estava presentat per Daniel Vindel i es dirigia principalment als alumnes que cursaven batxillerat. Deixà d'emetre's el 1971.

## Format
La mecànica del programa consistia a enfrontar a dos equips de sengles escoles en proves en les quals es combinaven rondes de preguntes culturals i proves esportives basaves en les regles del bàsquet. Els equips que més punts acumulaven en el seu programa es classificaven per a la final de cada temporada. Durant els cinc anys que va durar en antena van concursar centenars d'escoles de tot Espanya en el programa. Els joves concursants guanyadors aconseguien premis personals i per als centres on estudiaven.

## Premis
- 1968, Premi Ondas al Millor Programa Cultural.[4]